# Lino Nava
Lino de Jesús Nava Mendoza (Ciudad de México, 25 de diciembre de 1968-Ciudad de México, 7 de mayo de 2024), conocido como Lino Nava, fue un guitarrista, compositor y productor musical mexicano que formó parte del grupo La Lupita.

## Biografía
Desde la infancia tomó clases de música y arte dramático, y participó en un grupo teatral del IMSS. Estudió composición musical y después decide estudiar guitarra bajo la técnica del "Spickatto".[cita requerida]
Ingresó en la Facultad de Ciencias Políticas y Sociales de la Universidad Nacional Autónoma de México, donde estudió sociología, mientras por otro lado realizaba la licenciatura en composición, en el Centro de Investigaciones y Estudios Musicales (CIEM).[cita requerida]
Durante su adolescencia, formó parte del grupo de metal Raxas, por el que pasaron músicos como ATTO o Paco Ayala. En 1991 fundó La Lupita, para en 1992 lanzar el primer álbum de la banda Pa´servirle a usted. Lino fue el único miembro que pasó por todas las alineaciones de La Lupita, y además fue catalogado como uno de los mejores guitarristas a nivel nacional. Colaboró con artistas como Caifanes, Fobia, Café Tacuba y Charlie Montana, entre otros.[cita requerida]
En el 2007, Lino fundó la banda de heavy metal RECOLECTOR,  junto a artistas reconocidos a nivel internacional como Tony Almont (Toque Profundo), Frank Ferrer (Guns N'Roses) y Rusty Anderson (Paul McCartney). 

## Muerte
La noche del 7 de mayo se dio a conocer la muerte de Lino Nava a causa de un tumor cerebral a los 55 años de edad.